# Lipiec 2013

## 1 lipca
- Chorwacja stała się 28. państwem członkowskim Unii Europejskiej[1].

## 2 lipca
- W wieku 88 lat zmarł amerykański naukowiec Douglas Engelbart, wynalazca myszy komputerowej i współtwórca hipertekstu[2].

## 3 lipca
- Prezydent Egiptu Muhammad Mursi został odsunięty od władzy wskutek zamachu stanu. Tymczasowym prezydentem państwa ogłoszony został Adli Mansur.[3]

## 6 lipca
- Boeing 777-200ER linii lotniczych Asiana Airlines (lot nr 214) rozbił się podczas lądowania w porcie lotniczym San Francisco[4].

## 7 lipca
- Szkot Andy Murray i Francuzka Marion Bartoli wygrali wielkoszlemowy Wimbledon w grze pojedynczej[5][6].
- Zakończyły się rozgrywane w Starych Jabłonkach mistrzostwa świata w siatkówce plażowej. Wśród mężczyzn zwyciężyła para Alexander Brouwer–Robert Meeuwsen, a w konkurencji kobiet – Xue Chen–Zhang Xi.[7][8]

## 11 lipca
- Premier Luksemburga Jean-Claude Juncker podał się do dymisji i zwrócił się do Wielkiego Księcia Luksemburga o przedterminowe wybory po ujawnieniu skandalu korupcyjnego w służbach specjalnych Service de Renseignement de l’Etat[9].

## 18 lipca
- Amerykańskie miasto Detroit ogłosiło upadłość[10].
- Zmarł Władysław Marek Turski, polski informatyk i profesor Uniwersytetu Warszawskiego[11].

## 19 lipca
- Pierwsza obserwacja zmiany zapachu neutrin w wyniku oscylacji[12][13].

## 21 lipca
- Reprezentujący grupę Sky Procycling Brytyjczyk Chris Froome zwyciężył w setnej edycji wyścigu kolarskiego Tour de France. (dailymail.co.uk)
- Król Belgów Albert II abdykował na rzecz swojego syna – Filipa I[14].

## 22 lipca
- Trzęsienie ziemi w prowincji Gansu w Chinach zabiło co najmniej 95 osób, prawie 2400 odniosło rany; kilka tysięcy budynków w prefekturze Dingxi zostało zniszczonych[15].
- W Londynie urodził się syn księcia i księżnej Cambridge, który zajmuje trzecie miejsce w linii sukcesji brytyjskiego tronu[16].

## 24 lipca
- 80 osób zginęło w katastrofie kolejowej w Santiago de Compostela w Hiszpanii[17].

## 28 lipca
- 39 osób zginęło, a 19 zostało rannych w katastrofie autokaru w Monteforte Irpino we Włoszech[18].

## 30 lipca
- Mamnoon Hussain, kandydat partii rządzącej, został wybrany dwunastym prezydentem Pakistanu[19].

## 31 lipca
- Robert Mugabe został ponownie wybrany na prezydenta Zimbabwe[20].